# Pilou Asbæk

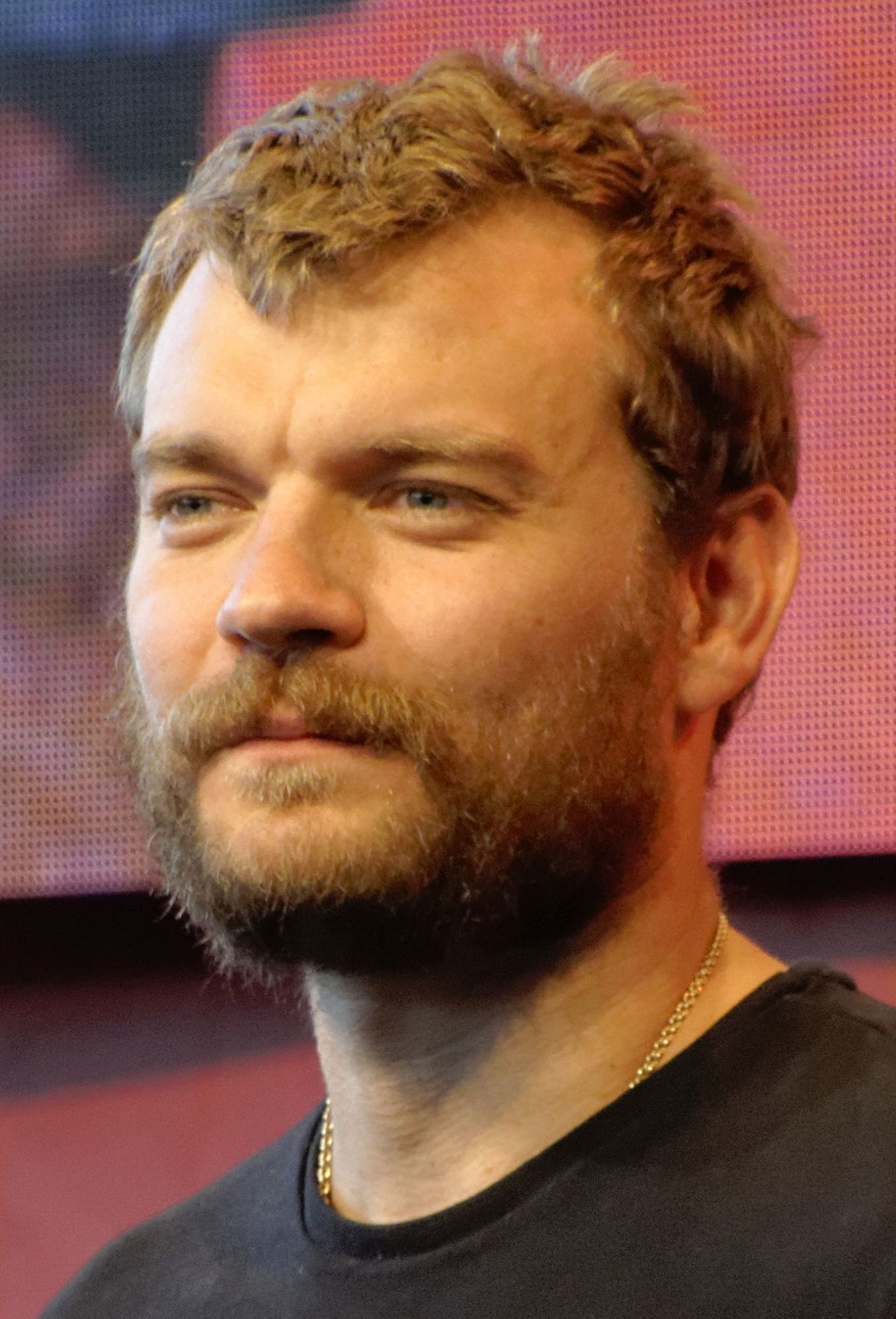
Pilou Asbæk (2018)

Johan Philip „Pilou“ Asbæk (* 2. März 1982 in Kopenhagen) ist ein dänischer Schauspieler. Bekannt wurde er durch seine Rollen als Spindoctor Kasper Juul in der dänischen Politserie Borgen – Gefährliche Seilschaften und als Euron Graufreud in der Fantasyserie Game of Thrones.

## Leben
Johan Philip Asbæk wuchs in einer Seitenstraße zum Kongens Nytorv in Kopenhagen als Sohn des seit den 1970er Jahren bekannten Künstlerpaares Patricia Asbæk und Jacob Asbæk auf. Wegen seines eigenständigen und vor allen Dingen sturen Charakters wurde er von seinen Eltern auf das strenge und autoritäre Internat Herlufsholm in der Nähe von Næstved geschickt. Obwohl er das Internat hasste, blieb er mehrere Jahre dort und fing an sich für die Schauspielerei zu interessieren. So schrieb und inszenierte er seine ersten eigenen Theaterstücke in Herlufsholm. Nach dem Schulabschluss traf er Bill Pullman, der gerade Dear Wendy drehte, und beschloss ebenfalls Schauspieler zu werden, sodass er ein Schauspielstudium an der Statens Teaterskole begann, wo er 2008 graduierte.
Anschließend erhielt er kleinere und größere Rollen, darunter in Niels Arden Oplevs preisgekröntem Drama Worlds Apart und Pernille Fischer Christensens ebenfalls preisgekröntem Drama Eine Familie. Bereits für seine erste Hauptrolle im dänischen Gefängnis-Drama R wurde er nicht nur mit dem Shooting Star der Berlinale ausgezeichnet, er wurde auch jeweils als Bester Hauptdarsteller und Bester Nebendarsteller beim dänischen Filmpreis Bodil sowie als Bester Hauptdarsteller beim dänischen Filmpreis Robert ausgezeichnet. International bekannt wurde er durch die Rolle des Spindoctors Kasper Juul in der dänischen Erfolgsserie Borgen – Gefährliche Seilschaften. Von 2016 bis 2019 war er in der Rolle des Euron Graufreud (im Original Greyjoy) in der erfolgreichen HBO-Serie Game of Thrones zu sehen.
Gemeinsam mit Lise Rønne und Nikolaj Koppel moderierte er den Eurovision Song Contest 2014 in Kopenhagen. Auf Deutsch wird er häufig von Sascha Rotermund synchronisiert.
Asbæk ist mit der dänischen Dramatikerin Anna Bro liiert, mit der er eine Tochter hat. Er ist Fan des FC Kopenhagen.

## Filmografie (Auswahl)
- 2008: Dig og mig
- 2008: Worlds Apart (To Verdener)
- 2009: Monster Busters (Monsterjægerne)
- 2009: Kommissarin Lund – Das Verbrechen (Forbrydelsen, Fernsehserie, 1 Folge)
- 2010: Eine Familie (En familie)
- 2010: R
- 2010–2013: Borgen – Gefährliche Seilschaften (Borgen, Fernsehserie, 29 Folgen)
- 2010: Whistleblower – In gefährlicher Mission (The Whistleblower)
- 2011: Bora Bora
- 2012: Hijacking – Todesangst … In der Gewalt von Piraten (Kapringen)
- 2013: Spies & Glistrup
- 2013: Die Borgias (The Borgias, Fernsehserie, 7 Folgen)
- 2014: Lucy
- 2014: 1864 – Liebe und Verrat in Zeiten des Krieges (1864, Fernsehserie, 8 Folgen)
- 2014: Schändung (Fasandræberne)
- 2014: Silent Heart – Mein Leben gehört mir (Stille hjerte)
- 2015: A War (Krigen)
- 2015: 9. April – Angriff auf Dänemark (9. april)
- 2016: The Great Wall
- 2016–2019: Game of Thrones (Fernsehserie, 9 Episoden)
- 2016: Ben Hur (Ben-Hur)
- 2016: Stag (Fernsehserie)
- 2017: Ghost in the Shell
- 2018: Operation: Overlord (Overlord)
- 2020: Renn, Liebling, Renn (Run Sweetheart Run)
- 2020: The Investigation – Der Mord an Kim Wall (Efterforskningen, Fernsehserie, 6 Folgen)
- 2021: Outside the Wire
- 2022: Uncharted
- 2022: Samaritan
- 2023: I.S.S.
- 2023: Hidden Strike
- 2023: Når befrielsen kommer
- 2023: Aquaman: Lost Kingdom (Aquaman and the Lost Kingdom)
- 2024: Secrets (Den gode stemning, Fernsehserie, 8 Folgen)
- 2024: Salem’s Lot – Brennen muss Salem (Salem’s Lot)
- 2025: Foundation (Fernsehserie)

## Auszeichnungen (Auswahl)
Bodil:
- 2011: Bester Hauptdarsteller für R
- 2012: Nominierung als Bester Nebendarsteller für Eine Familie
- 2012: Nominierung als Bester Hauptdarsteller für Kapringen
- 2015: Bester Nebendarsteller in Stille hjerte

Robert:
- 2011: Bester Hauptdarsteller für R
- 2012: Nominierung als Bester Nebendarsteller für Eine Familie
- 2013: Nominierung als Bester Nebendarsteller für Kapringen[6]

Ove-Sprogøe-Preis:
- 2012: Bester Schauspieler des Jahres[7][8]